# André van Hasselt
André Henri Constant van Hasselt (in het Nederlands ook bekend als Andries Hendrik van Hasselt; Maastricht, 5 januari 1806 – Sint-Joost-ten-Node, 1 december 1874) was een Nederlands-Belgische schrijver en dichter, die in het Frans publiceerde. Na de Belgische Opstand koos hij voor de Belgische nationaliteit.

## Biografie
Na zijn opleiding aan het Koninklijk Atheneum van Maastricht, studeerde Van Hasselt rechten aan de Franstalige Universiteit van Luik, destijds nog in het Verenigd Koninkrijk der Nederlanden gelegen. Hierna haalde hij in Gent zijn doctoraat. Van 1827 tot 1832 was hij advocaat in Maastricht.
In 1833 verliet van Hasselt Maastricht en verhuisde naar België. Hij vestigde zich in Brussel en werd uiteindelijk tot Belg genaturaliseerd. In Brussel werkte Van Hasselt aan de Bourgondische Bibliotheek, later onderdeel van de Koninklijke Bibliotheek van België en werd benoemd tot inspecteur van het lager onderwijs (1842-44), later van de normaalscholen in België (1844-74).
Van Hasselt was aanhanger van het saint-simonisme, een met het socialisme verbonden rooms-katholieke levensovertuiging.
André van Hasselt wordt beschouwd als de belangrijkste Franstalige dichter van België vóór 1880. Zoals veel Franstalig opgevoede tijdgenoten, beschouwde hij het Vlaams als een minderwaardige taal. Van Hasselt was ridder van het Legioen van Eer en commandeur van de Frans Jozef-orde. Hij was tevens lid van de Académie royale des sciences, des lettres et des beaux-arts de Belgique, afdeling Letteren. In zijn geboortestad Maastricht is een kade langs de rivier de Maas naar de dichter vernoemd: de Van Hasseltkade.

## Werken
Van Hasselt schreef zijn gedichten in het Frans. Omdat zijn moedertaal een vorm van het Nederlands was, kostte dit hem aanvankelijk veel moeite. Hij publiceerde begin 1826 reeds een Chant héllenique ter ere van Kanaris in La Sentinelle des Pays-Bas. Zijn eerste gedichtenbundel, Primeveres, kwam uit in 1834. De gedichten in deze bundel vertonen duidelijk invloed van de werken van Victor Hugo. Tussen 1851 en 1852 onderhield van Hasselt goede contacten met Victor Hugo, die toen in ballingschap in Brussel verbleef. Voor hem vertaalde hij De loteling van Hendrik Conscience in het Frans.
Van Hasselts bekendste werk, Quatre Incarnations du Christ, werd gepubliceerd in 1867.
Onder het pseudoniem Alfred Avelines schreef van Hasselt ook kinderboeken. Verder hield hij zich bezig met studies naar historische en literaire onderwerpen. Samen met Charles Hen schreef hij een reeks boeken onder de gezamenlijke naam Charles André.
- Biblioteca Nacional de España: XX1301771
- Bibliothèque nationale de France: cb12197028j (data)
- Biografisch Portaal: 94336253
- Digitale Bibliotheek voor de Nederlandse Letteren: hass001
- Gemeinsame Normdatei: 11651535X
- International Standard Name Identifier: 0000 0001 1827 4120
- Library of Congress Control Number: n81112479
- Nationale Bibliotheek van Tsjechië: mzk2011631598
- Nationale Bibliotheek van Israël: 987007283532605171
- Nederlandse Thesaurus van Auteursnamen: 068354703
- Réseau des bibliothèques de Suisse occidentale: 02-A000170109
- SNAC: w6z906sd
- Système universitaire de documentation: 07982515X
- Virtual International Authority File: 39423745
- WorldCat: E39PBJyGXRCJbjmJHYdKvxYQMP